# Justicia linearispica
Justicia linearispica är en akantusväxtart som beskrevs av C. B. Cl.. Justicia linearispica ingår i släktet Justicia och familjen akantusväxter. Inga underarter finns listade i Catalogue of Life.